# 藤原浜雄 (ヴァイオリニスト)
藤原 浜雄（ふじわら はまお、1947年7月12日 - ）は、神奈川県鎌倉市生まれのヴァイオリニスト。

## 経歴

### 桐朋時代まで
3歳の時、東京音楽学校出身の母から手ほどきを受けてヴァイオリンを始めた。1962年、明星学園中学校3年生の時、第16回全日本学生音楽コンクール全国大会中学生の部で第1位を受賞した。1966年、桐朋学園大学に入学し、鷲見三郎、江藤俊哉、海野義雄にヴァイオリンを、また、斎藤秀雄、秋山和慶に指揮を師事した。1967年、第36回日本音楽コンクールで第1位、レウカディア賞を受賞、また海外派遣コンクールにも出場し特別表彰を受け、翌1968年、パガニーニ国際ヴァイオリン・コンクールに出場し、第2位を受賞した。

### 欧米留学
1968年、桐朋学園大学を中退し、その後キジアーナ音楽院、ウィーン音楽アカデミーを経てジュリアード音楽院に入学し、ジョセフ・フックスに師事する。1971年、エリザベート王妃国際音楽コンクールで第3位を受賞した。同年、昭和天皇・香淳皇后訪欧の際のベルギー政府主催歓迎演奏会が開かれ、御前演奏を行った。1972年、ナタン・ミルシテインの代役としてロチェスター・フィルハーモニー管弦楽団と共演し、アメリカでオーケストラ・デビューを果たした。

## 演奏活動

### アメリカでの活動
ジュリアード音楽院入学以来、アメリカに住みながら演奏活動を行っていた。各地でソロ活動を行うと共に、ジュリアード音楽院助教授・教授として後進の指導に当たり、1985年、エリザベート王妃国際音楽コンクールに審査員として招かれた。1989年にはミシガン大学の教授に就任した。

### 帰国後
1992年に帰国し、読売日本交響楽団の首席ソロコンサートマスターに就任、2012年3月の退団まで務める。東京芸術大学講師、東京音楽大学客員教授。1999年、桐朋学園大学・大学院教授。

## レコーディング
- バッハ：無伴奏ヴァイオリン・ソナタ&パルティータ全曲（1985年）
- ブラームス：ヴァイオリン・ソナタ全曲（1997年、ピアノ：三上桂子）
- 團伊玖磨：無伴奏作品集（2004年）